# گائو اروی
گائو اروی (انگلیسی: Gao Erwei؛ زادهٔ ۱۵ مهٔ ۱۹۶۸) جودوکار اهل چین بود. وی در بازی‌های المپیک تابستانی ۱۹۹۲ شرکت کرده‌است.